# 2022
2022 is een jaartal volgens de christelijke jaartelling, dat op een zaterdag begon. Pasen begon dit jaar op 17 april, Hemelvaartsdag op 26 mei en Pinksteren op 5 juni. Het jaar staat vooral in het teken van de coronapandemie, de uitbraak van apenpokken, inval door Rusland in Oekraïne, het Wereldkampioenschap voetbal 2022, de dood van koningin Elizabeth II van het Verenigd Koninkrijk en rellen rond seksueel grensoverschrijdend gedrag.

## Gebeurtenissen

### Januari
- 1 – The Regional Comprehensive Economic Partnership, het grootste vrijhandelsgebied ter wereld, treedt in werking voor Australië, Brunei, Cambodja, China, Japan, Laos, Nieuw-Zeeland, Singapore, Thailand en Vietnam.
- 2 – Abdalla Hamdok treedt af als premier van Soedan te midden van dodelijke protesten.
- 7 – COVID-19-pandemie: het aantal gevallen van COVID-19 overschrijdt wereldwijd de 300 miljoen.[1]
- 10 – Het kabinet-Rutte IV is sinds 10 januari 2022 het Nederlandse kabinet, als opvolger van Rutte III. Het wordt gevormd door de partijen VVD, D66, CDA en ChristenUnie na de Tweede Kamerverkiezingen van 15-17 maart 2021 en de daaropvolgende kabinetsformatie. Mark Rutte is de minister-president.
- 15 – RTL maakt bekend per direct te stoppen met het uitzenden van de talentenjacht The voice of Holland, nadat er openbaar wordt dat diverse voornamelijk vrouwelijke kandidaten van het programma, te maken hebben gehad met seksueel grensoverschrijdend gedrag, vanuit mensen die werkzaam zijn bij het programma.
- 15 – uitbarsting van de Hunga Tonga-Hunga Ha'apai in Tonga.
- 21 – Het schilderij De Vaandeldrager van Rembrandt van Rijn wordt door de Nederlandse staat voor het Rijksmuseum aangekocht voor de prijs van 175 miljoen euro.

### Februari
- 1 – De Amerikaanse film Jackass Forever gaat, meer dan tien jaar na het verschijnen van de vorige film, in première.[2]
- In Nederland stopt KPN met de faxlijnen.
- 4 – Van 4 februari tot en met 20 februari worden de 24ste Olympische Winterspelen gehouden in de Chinese hoofdstad Peking.
- 20 – De waterkrachtcentrale bij de Grote Renaissancedam in Ethiopië wordt in bedrijf gesteld.
- 24 – De Russische invasie van Oekraïne begint. Het is het gevolg van een al langer durend conflict tussen Rusland en Oekraïne.

### Maart
- 2 – Op een milieutop in Nairobi nemen de Verenigde Naties een resolutie aan om de wereldwijde plasticvervuiling terug te dringen. Ze komen overeen om een juridisch bindend verdrag op te stellen dat de volledige levenscyclus van kunststoffen moet vergroenen.
- 3 – De kerncentrale Zaporizja wordt door het Russische leger veroverd. Dit is de eerste aanval door een leger op een kerncentrale ooit.[3]
- 4 – Een aanslag op een moskee in de Pakistaanse stad Peshawar kost het leven aan meer dan 63 mensen. De verantwoordelijkheid voor de aanslag werd opgeëist door IS in Khorasan, een lokale tak van terreurbeweging Islamitische Staat.[4][5]
- 7 – COVID-19-pandemie: het wereldwijde dodental van COVID-19 overschrijdt 6 miljoen.
- 11 - Jimmy Toeroemang wordt door de Surinaamse president Santhokhi ingewijd als groot-opperhoofd van de Taréno.
- 12 – Saudi-Arabië executeert 81 gevangenen op één dag, mogelijk een recordaantal voor dat land.[6]
- 16 – Rusland wordt geroyeerd als lid van de Raad van Europa.
- Op 16 maart worden er gemeenteraadsverkiezingen in Nederland gehouden.
- 17 – De Surinamerivier treedt buiten haar oevers. Tot in juni komen woongebieden van inheemsen en marrons in het oosten van het binnenland onder water te staan. Zie Overstromingen in Suriname 2022.
- 21 – China Eastern Airlines-vlucht 5735, uitgevoerd met een Boeing 737-800 van China Eastern Airlines tussen Kunming en Guangzhou, stort neer in de bergen bij Wuzhou. Geen van de 132 inzittenden overleeft de ramp.

### April
- 9 – Het Pakistaanse parlement brengt de regering van Imran Khan ten val. Eerder had het Hooggerechtshof de ontbinding van het parlement door de president teruggedraaid.
- 24 – De Franse president Emmanuel Macron wint de verkiezingen met ruim 58%, en kan daarmee beginnen aan een tweede ambtstermijn van vijf jaar. Macrons tegenstrever is Marine Le Pen.

### Mei
- 1 - Michael Lynk, Speciaal Rapporteur bij de Mensenrechtenraad van de Verenigde Naties over de situatie van de mensenrechten in de sinds 1967 door Israël bezette gebieden, wordt opgevolgd door Francesca Albanese.
- 2 – Op Aruba wordt een nieuwe strenge Tabaksverordening van kracht.
- 20 – Het eerste geval van apenpokken in Nederland wordt vastgesteld.
- 24 – Bij een schietpartij op een basisschool in Uvalde in de Verenigde Staten komen 19 kinderen en 2 leraren om het leven. De dader, Salvador Ramos, wordt door de politie doodgeschoten.
- 29 – Het Ros Beiaard wordt weer gevierd in Dendermonde. De laatste editie vond plaats in 2010 en zou in 2020 weer georganiseerd worden, maar wegens de coronapandemie werd het feest twee jaar uitgesteld.
- mei - Rusland wordt uit de Raad van Europa gezet wegens de inval in Oekraïne. Kosovo vraagt het lidmaatschap aan, maar krijgt onvoldoende stemmen in de parlementaire raad.

### Juni
- 9 - Thailand legaliseert cannabis).

### Juli
- 8 – De Japanse oud-premier Shinzo Abe wordt neergeschoten bij een verkiezingstoespraak in Nara en bezwijkt aan zijn verwondingen.[7]
- 14 - Na een maandenlange politieke crisis in Sri Lanka wordt president Gotabaya Rajapaksa het land uitgejaagd. Hij wordt opgevolgd door Ranil Wickremesinghe.
- 31 – De Amerikaanse CIA maakt in Afghanistan een einde aan het leven van al-Qaidaleider Ayman al-Zawahiri.

### Augustus
- 16 – Na negen jaar strijd tegen het Jihadisme verlaat het Franse leger Mali. Het militaire bewind vertrouwt voortaan liever op de Russische Wagnergroep.

### September
- 4 - De Zeeuwse Nancy van de Ven wordt wereldkampioen motorcross.
- 5 – De mediavergunning van Novaja Gazeta, een van de laatste "vrije" bladen in Rusland, wordt ingetrokken.
- 8 – Door het overlijden van koningin Elizabeth II wordt Charles III het nieuwe staatshoofd van het Verenigd Koninkrijk.
- 8 – In de Eemshaven worden twee terminals in gebruik genomen die LNG (vloeibaar aardgas) weer in gas kunnen omzetten. Door het wegvallen van Russisch gas is de import van LNG sterk toegenomen.
- 16 – Na dagenlange verhoren sterft in een politiecel in Teheran de 22-jarige Mahsa Amini, die volgens de islamitische zedelijkheidspolitie haar hidjab niet goed droeg en daarom was opgepakt. Haar dood luidt een periode van grote onrust in met veel protestdemonstraties en politiegeweld.
- 19 – Staatsbegrafenis van koningin Elizabeth II van het Verenigd Koninkrijk in Londen, Engeland.[8]
- 21 – De Russische president Poetin kondigt een beperkte mobilisatie af.
- 23 – Sluiting van de kerncentrale Doel III bij Antwerpen.
- 26 - De NASA ramt opzettelijk met het ruimtevaartuig DART het maantje van een asteroide, dat zo van baan wordt veranderd. De test is bedoeld om een ruimteobject dat op ramkoers ligt met de aarde, van richting te laten veranderen.

### Oktober
- 22 – In Italië wordt het rechtse kabinet-Meloni beëdigd.
- 25 – het eerste Westerscheldewater stroomt de Hedwigepolder in.
- 26 – Israël begint met de gaswinning uit het Karish gasveld.
- 30 – In de uitgaanswijk Itaewon van Seoel vinden 153 vooral jonge feestgangers de dood door verdrukking bij de viering van Halloween.

### November

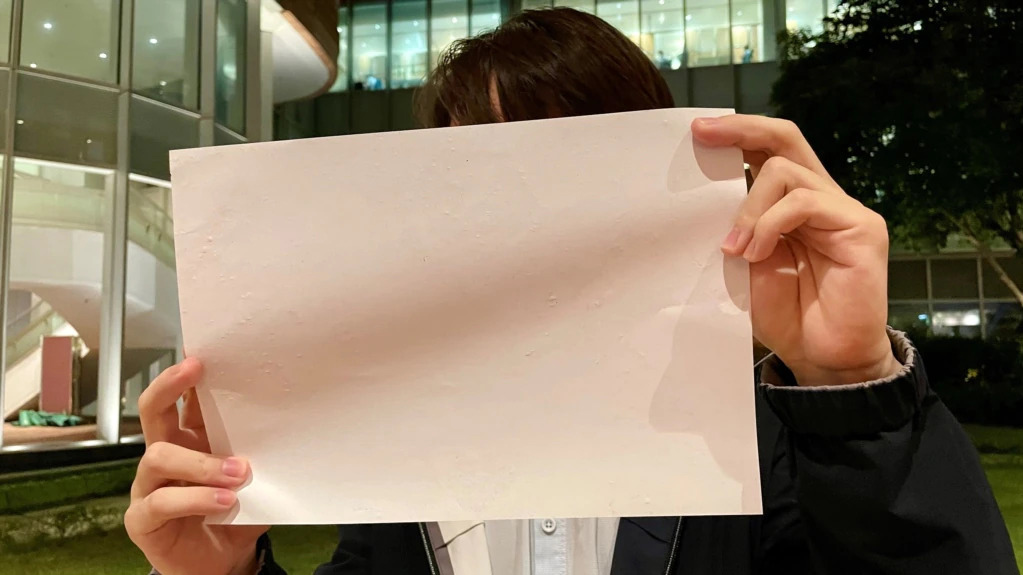
COVID-19-protesten in China

- 15 – Volgens de VN is vandaag de 8 miljardste mens geboren.[9]
- 20 – Het 22e wereldkampioenschap voetbal wordt dit jaar in Qatar gehouden van 20 november t/m 18 december. Het is voor het eerst dat een WK voetbal niet in de zomer (op het noordelijk halfrond) wordt gespeeld.
- 26 – In een aantal grote steden in China wordt gedemonstreerd tegen het strenge COVID-beleid van  de regering. Die verandert prompt van koers en schaft de meeste beperkingen af, waarna de pandemie explodeert.
- 30 - Presentatie van ChatGPT, een chatbot met kunstmatige intelligentie, ontwikkeld door OpenAI en gespecialiseerd in het voeren van dialogen met een (menselijke) gebruiker.

### December
- 7 - De Duitse politie arresteert 25 leden van de Reichsbürgerbeweging op verdenking van het voorbereiden van een staatsgreep.
- 9 – Op Curaçao wordt de in Tilburg woonachtige rapper Boechi geliquideerd.
- 18 – Argentinië wint het 22e wereldkampioenschap voetbal.
- 19 – Minister-president Mark Rutte biedt namens de Nederlandse regering excuses aan voor het slavernijverleden.[10]
- 20 – Het woord klimaatklever is verkozen tot woord van het jaar in Nederland en België. Het woord verwijst naar activisten die zichzelf vastmaken aan historische kunst of andere objecten om zo aandacht te vragen voor klimaatverandering.[11]

## Weerextremen Nederland
- 1 januari – hoogst gemeten temperatuur ooit op deze dag: 13,2 °C.
- 22 maart – hoogst gemeten temperatuur ooit op deze dag: 19,6 °C.
- Maart was de zonnigste maartmaand sinds het begin van de metingen, met 259 uren zon.[12]
- 7 augustus – In de Schoorlse Duinen wordt rond 06:00 uur een temperatuur van −0,5 °C gemeten. Het is daarmee de allereerste keer dat het tijdens de hondsdagen in Nederland vriest.[13]
- 14 augustus – hoogst gemeten temperatuur ooit op deze dag: 32,2 °C.
- 25 augustus – hoogst gemeten temperatuur ooit op deze dag: 32,6 °C.
- 18 september – laagste maximumtemperatuur ooit op deze dag: 13,3 °C.
- 28 oktober – hoogst gemeten temperatuur ooit op deze dag: 20,5 °C.
- 29 oktober – hoogst gemeten temperatuur ooit op deze dag: 21,1 °C.
- 12 november – hoogst gemeten temperatuur ooit op deze dag: 16,2 °C.
- 31 december – hoogst gemeten temperatuur ooit op deze dag: 15,9 °C.[14]
- 2022 was het zonnigste jaar sinds het begin van de metingen, met 2208,7 uur.[15]

## Weerextremen België
- 28 oktober – hoogst gemeten temperatuur ooit op deze dag: 22,4 °C.
- 29 oktober – hoogst gemeten temperatuur ooit op deze dag: 25,5 °C. Nooit eerder was het zo laat in het jaar zo warm. Ook werd nog nooit zo laat in het jaar een zomerse dag genoteerd.[16]
- 31 december – hoogst gemeten temperatuur ooit op deze dag: 16,3 °C.[17]